# ジョン・カニンガム・ホワイトヘッド
ジョン・カニンガム・ホワイトヘッド（英語：John Cunningham Whitehead、1922年4月2日 - 2015年2月7日）は、アメリカ合衆国の政治家、銀行家、官僚。南部マンハッタン開発公社理事、世界貿易センター記念財団理事を歴任した。ロナルド・レーガン政権にて第9代アメリカ合衆国国務副長官を務めた。

## 生涯
1922年4月2日にイリノイ州エバンストンにて誕生する。2歳の時に家族でニュージャージー州モントクレアに移住。
1943年にハバフォード大学を卒業し、アメリカ海軍で第二次世界大戦に従軍。指揮官の1人として、ノルマンディー上陸作戦にてオマハ・ビーチ上陸に参加した。
1947年にハーバード経営大学院で経営学修士号を取得。ニューヨークの投資銀行ゴールドマン・サックスに加わり、38年間を過ごした。共同会長兼共同上級パートナーとして、1984年に引退。
1985年から1989年までレーガン政権においてシュルツ国務長官の下で国務副長官を務めた。彼はレーガン大統領から大統領市民勲章を授与された。1996年にニューヨーク第8選挙区から連邦下院議員に立候補したマイケル・ベンジャミンの選挙事務長を務めた。
ニューヨーク連邦準備銀行理事会理事、国連協会理事、アンドリュー・メロン財団理事、ハーバード監督委員会理事、ニューヨーク証券取引所所長、ブルッキングス研究所名誉会長を歴任。
ロックフェラー家とは長い付き合いを有し、ロックフェラー家が創設した組織のいくつかで役員を務めた。ロックフェラー大学理事、アジア協会名誉会長および終身名誉理事、リンカーン・センター劇場理事、世界貿易センター記念財団理事を歴任。これら組織との関わりの中で、ロックフェラー家に対して強い権限を持つ信託委員会にも参加した。この委員会はロックフェラー家の財産やロックフェラー・グループの投資について監督する権限を有し、またロックフェラー・センターを所有・管理する不動産会社に対しても監理を行った。ロックフェラーとの関係の中で、特にデイヴィッド・ロックフェラーとは深いつながりを持った。
ハーヴァーフォード大学の卒業生であり、同大学のキャンパスの中心や哲学部の講義名には彼の名が付された。シートン・ホール大学のジョン・C・ホワイトヘッド外交国際関係大学院もまた、彼にちなんで名づけられた。2004年にベイツ大学から名誉法学博士号を授与された。2009年にはマコーリー・オナーズ・カレッジの推薦により名誉文学博士号を授与された。
ホワイトヘッドはまた、国際人権団体の国際救助委員会で役員を務めた。1987年、ホワイトヘッドはエリ・ヴィーゼルとともに国際救助委員会から自由賞を授与された。同賞の受賞者にはウィンストン・チャーチル、ヒューバート・ハンフリー、ジョージ・H・W・ブッシュ、ビル・クリントン、ジョン・マケイン、レフ・ヴァウェンサ、ハーミド・カルザイ、マデレーン・オルブライト、ヴァーツラフ・ハヴェルらがいる。ホワイトヘッドはアメリカ・ボーイスカウトの最高階級であるイーグルスカウトに列され、殊勲イーグルスカウト賞が授与されている。彼は2005年7月から金融サービスボランティア協会会長を務めた。彼はまた、中道主義の超党派による非営利組織「安全なアメリカのためのパートナーシップ」の諮問委員会にて委員を務めた。またホワイトヘッドは、ワシントンD.C.に本拠を置くシンクタンク「グローバル・フィナンシャル・インテグリティ」の諮問委員会にも所属した。

## 主要著作物
- Whitehead, John C. "Towards a Stronger International Economy." Bissell Paper No. 7. Toronto: University of Toronto, Centre for International Studies, 1988.